# Oreodera dalensi
Oreodera dalensi is een keversoort uit de familie van de boktorren (Cerambycidae). De wetenschappelijke naam van de soort werd voor het eerst geldig gepubliceerd in 2011 door Tavakilian & Néouze.